# جوناس فان جينشتن
جوناس فان جينشتن (بالفرنسية: Jonas Van Genechten)‏ (و. 1986  م) هو راكب دراجة هوائية بلجيكي، شارك في طواف إسبانيا، مركز لعبه هو عداء دراجات ‏.

## سجل الفوز

### سباقات أو مراحل فاز بها
| التاريخ        | السباق                          | المركز                  |
| -------------- | ------------------------------- | ----------------------- |
| 01 يناير 2008  | دريفينكويرز أوفيريجز 2008       |                         |
| 09 أكتوبر 2009 | 2009 Zwevezele Koers            |                         |
| 30 مايو 2010   | 2010 Boucles de l'Aulne         | السابع في التصنيف العام |
| 17 أغسطس 2010  | غروت بريجس ستاد زوتيجم 2010     |                         |
| 26 سبتمبر 2010 | جوويكس بيجل 2010                |                         |
| 05 أبريل 2012  | 2012 Grand Prix Pino Cerami     |                         |
| 01 يناير 2013  | موانئ العالم كلاسيكي 2013       | العاشر في التصنيف العام |
| 04 أبريل 2013  | 2013 Grand Prix Pino Cerami     | الفائز في التصنيف العام |
| 01 يناير 2014  | هيستسي بيجل 2014                |                         |
| 12 أبريل 2014  | 2014 Grand Prix Pino Cerami     |                         |
| 03 يونيو 2014  | 2014 Gullegem Koerse            | الفائز في التصنيف العام |
| 27 أغسطس 2014  | دريفينكويرز أوفيريجز 2014       | الفائز في التصنيف العام |
| 30 أغسطس 2014  | 2014 Omloop Mandel-Leie-Schelde |                         |
| 07 سبتمبر 2014 | جي بي دي فورميس 2014            | الفائز في التصنيف العام |
| 19 سبتمبر 2014 | كامبيونشاب فان فلانديرن 2014    |                         |
| 14 أكتوبر 2014 | 2014 Nationale Sluitingsprijs   |                         |
| 19 سبتمبر 2018 | 2018 Omloop van het Houtland    | الفائز في التصنيف العام |

## روابط خارجية
- جوناس فان جينشتن على موقع الاتحاد الدولي للدراجات (الإنجليزية)
- جوناس فان جينشتن على موقع أرشيف الدراجات (الإنجليزية)
- جوناس فان جينشتن على موقع إحصائيات الدراجات الإحترافية (الإنجليزية)
- جوناس فان جينشتن على موقع نسبة الدراجات (الإنجليزية)
- جوناس فان جينشتن على موقع CycleBase (الإنجليزية)